# Escudo de Orihuela
El escudo de Orihuela es el símbolo heráldico utilizado por las instituciones la ciudad y municipio de Orihuela (Alicante, España) para su identificación.
El actual escudo no está regulado por ninguna figura legal, y viene siendo usado de facto por el ayuntamiento desde las décadas de 1920 y 1930. Se trata de un símbolo creado en 1906 por el heraldista Manuel S. Lac, quien diseñó escudos además de para Orihuela para cientos de municipios de España. La utilización de diversas variantes del escudo por parte del consitorio garantiza su uso institucional, a pesar de no estar oficializado en el BOE ni en el Diario Oficial de la Comunidad Valenciana.
El escudo actualmente sigue la siguiente descripción:

Escudo apuntado y cinturado, orlado de lambrequines en azur, púrpura y sinople y timbrado con corona de príncipe. Partido, a diestra sobre campo de oro cuatro palos de gules, a siniestra sobre campo de sinople oriol de oro, coronado, con alas abiertas posado sobre un leño con su garra izquierda y armado de espada con la diestra.

## Historia
El escudo de la ciudad y el municipio de Orihuela ha tenido muchas variaciones a lo largo de los siglos. Desde la conquista cristiana de la ciudad, a mediados del siglo XIII, se pueden encontrar los dos elementos que lo componen principalmente: el pájaro Oriol, considerado entre los historiadores como las armas de la ciudad, y la Señal Real de Aragón o armas de Aragón, en referencia a su pertenencia a partir de principios del siglo XIV al Reino de Valencia y por tanto a la Corona de Aragón.
Así, se encuentran ambos elementos tanto separados como unidos en múltiples ocasiones desde el siglo XIII hasta el siglo XIX. Por ejemplo, en la Puerta de la Olma o en una de las fachadas del ayuntamiento (siglo XVI) se encuentra un escudo compuesto por tres campos, uno central con las cuatro barras de la Señal Real de Aragón flanqueado a ambos lados por dos representaciones del Oriol, dirigiendo estos sus picos hacia las cuatro barras.

La representación del Oriol también ha sufrido variaciones. En los escudos medievales y renacentistas aparece coronado con un nimbo y con las alas abiertas. A partir del siglo XVIII, comienza a ser representado con una corona real abierta y empuñando una espada en una de sus patas. Además, es colocado dirigiéndose con su pico tanto hacia la izquierda como a la derecha.

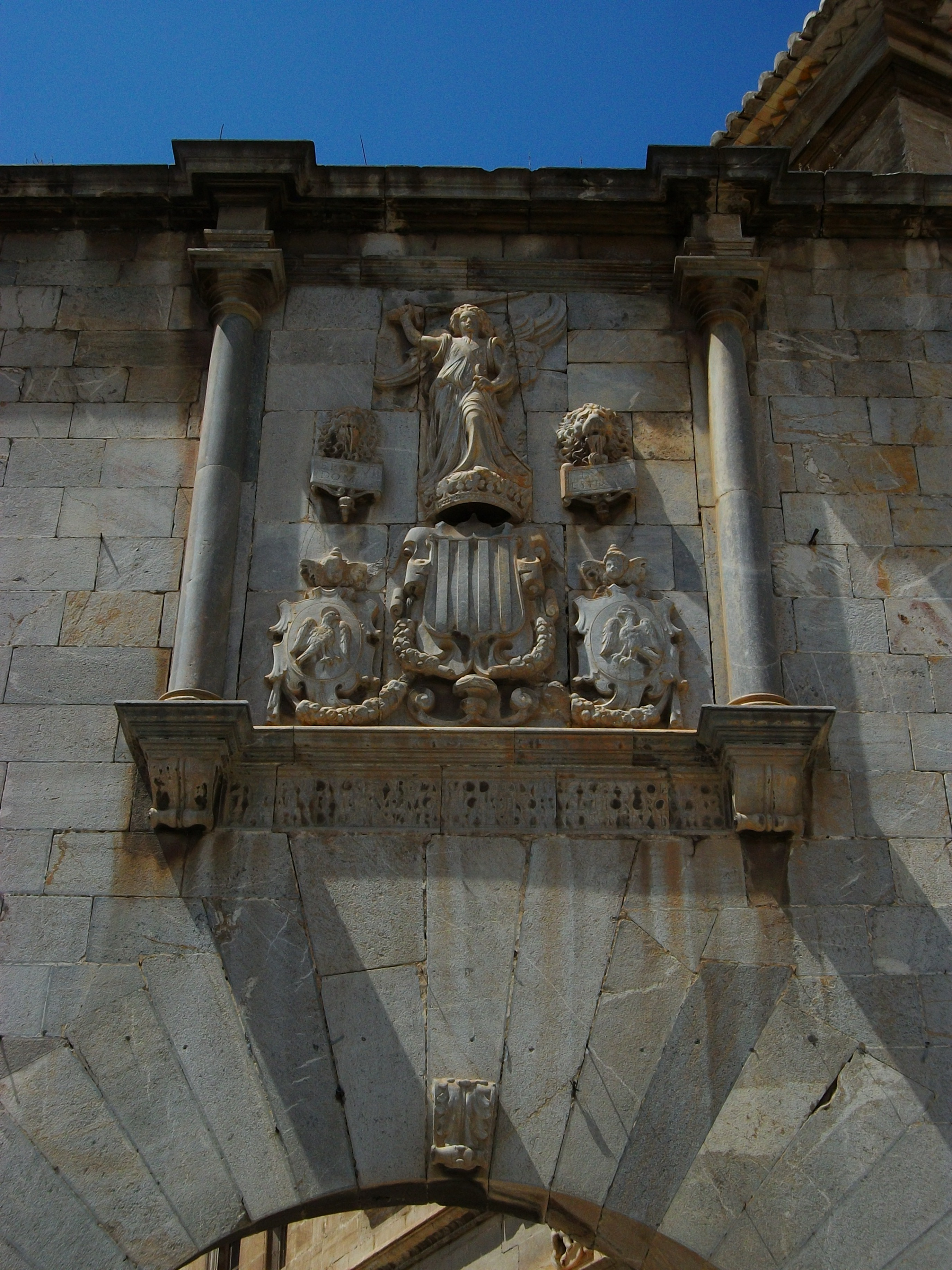
Escudo medieval en la Puerta de la Olma.

En numerosas representaciones, especialmente de los siglos XV, XVI y XVII, aparece el Oriol como únicas armas del escudo, en un óvalo y rodeado por una filacteria con la leyenda "HERODII DOMUS DUX EORUM EST". En escudos posteriores también se puede encontrar una leyenda diferente, "SEMPER PREVALVIT ENSIS VESTER" ("Siempre prevaleció vuestra espada").
Es anecdótica la sustitución de las armas de Aragón por las de Corona de Castilla. Así, se encuentran en el escudo del Juzgado Privativo de Aguas de Orihuela (fundado en el siglo XIII bajo dominación castellana), y en documentos oficiales del ayuntamiento de las primeras décadas del siglo XX. Su disposición en estos casos es la siguiente:

Escudo partido. A diestra un campo ovalado, cuartelado de castillos sobre fondo de gules y leones rampante de gules sobre fondo de plata. A siniestra un campo ovalado, oriol de oro sobre fondo de sinople.

El actual escudo surge como producto de una compra al heraldista Manuel S. Lac en 1906, dentro de una campaña en la que vendió representaciones de sus escudos heráldicos a cientos de municipios de España, todos con similitudes como el uso de lambrequines y la separación de la historia de la heráldica. Las primeras referencias de su uso oficial por parte del ayuntamiento se sitúan en 1917. Hasta el inicio de la dictadura franquista, su uso se alternará con otras formas de representación de las armas de la ciudad y de Aragón, incluso durante la segunda república se usará el diseño actual sustituyendo la corona de príncipe por una corona mural.
Tras el final de la guerra civil y hasta la actualidad, el ayuntamiento solo ha usado en su documentación el diseño actual, realizado por Manuel S. Lac, con pequeñas modificaciones en cuanto al color de sus elementos.

## Legalización del escudo

Propuesta de escudo institucional aprobada por el pleno municipal

Los trámites para oficializar el escudo ya están en marcha. El 28 de diciembre de 2017 se aprobó en el pleno del ayuntamiento una propuesta para adoptar un escudo institucional acorde con la normativa valenciana, que no cumplen las versiones utilizadas hasta ahora. El nuevo emblema, al que aún le falta la aprobación final de la Generalidad Valenciana, tiene una "forma cuadrilonga con punta redonda", y está partido de manera horizontal en dos cuarteles. El superior lo ocupa el Oriol, representado según lo descrito en la Recopilación de los Estatutos, Privilegios y otras Reales Órdenes dados a la muy Noble y Muy Leal Ciudad de Orihuela para su gobierno y en el inferior aparecen los cuatro palos de gules de la Señal Real de Aragón. Al timbre se coloca una corona real abierta, y se eliminan los lambrequines.

## Galería

Escudo medieval de Orihuela (con diversas modificaciones en los adornos exteriores).
Escudo creado en el reinado de Alfonso XII, también es el escudo heráldico (utilizado entre 1874 y 1931 y entre 1939 y 1982)
Escudo utilizado durante la segunda república (1931-1938)
Versión del escudo con corona real española.
Escudo utilizado en ocasiones en actos solemnes, históricos y festivos. No se usa en la actualidad
Escudo con una versión simplificada del Oriol y la inscripción Orihuela.
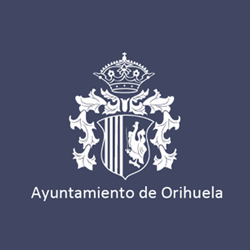
Versión logotipada del escudo, utilizada en el actualidad por el ayuntamiento en internet y las redes sociales.
Propuesta de nuevo escudo, para adaptarlo a la normativa heráldica valenciana y poderlo oficializar. Aprobado por el Pleno del Ayuntamiento el 28 de diciembre de 2017.